# Бреум, Якоб
Якоб Бреум Мартинсен (дат. Jakob Breum Martinsen; род. 17 ноября 2003, Оденсе) — датский футболист, полузащитник нидерландского клуба «Гоу Эхед Иглз».

## Клубная карьера
Якоб выступал за молодёжные команды клубов «Несбю» и «Оденсе». 7 июня 2020 года дебютировал в основном составе «Оденсе» в матче датской Суперлиги против «Эсбьерга». 1 октября 2021 года забил свой первый гол за клуб в матче датской Суперлиги против «Вайле».
13 июня 2023 года подписал четырёхлетний контракт с нидерландским клубом «Гоу Эхед Иглз».

## Карьера в сборной
Выступал за сборные Дании до 17, до 18 и до 19 лет. 28 марта 2023 года дебютировал за молодёжную сборную Дании в матче против Швейцарии.

## Достижения
«Гоу Эхед Иглз»
- Обладатель Кубка Нидерландов: 2024/25[нидерл.]